# Tony Defries

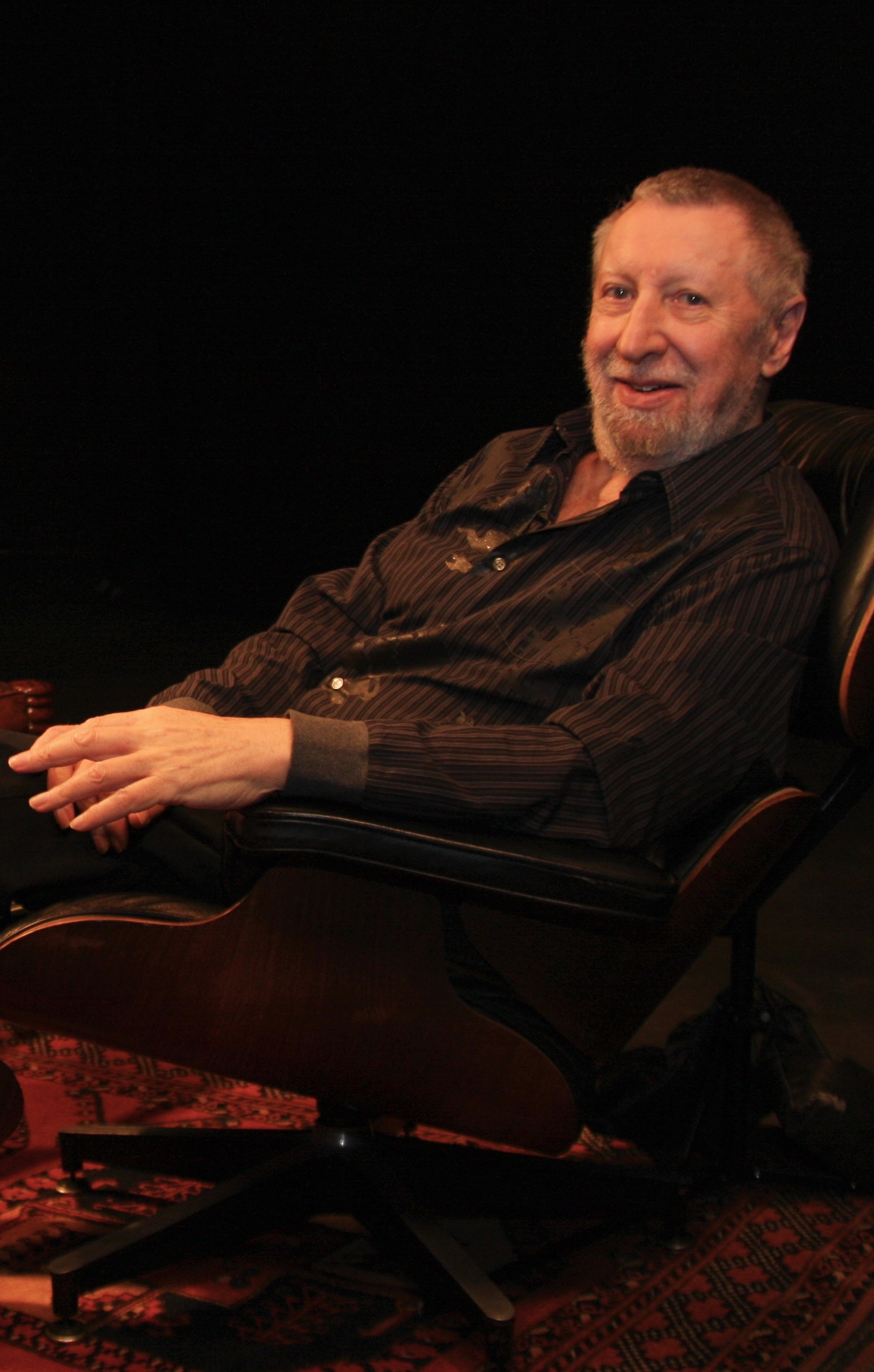

Tony Defries es un productor discográfico y mánager británico retirado. Después de su retiro se convirtió en inventor. 

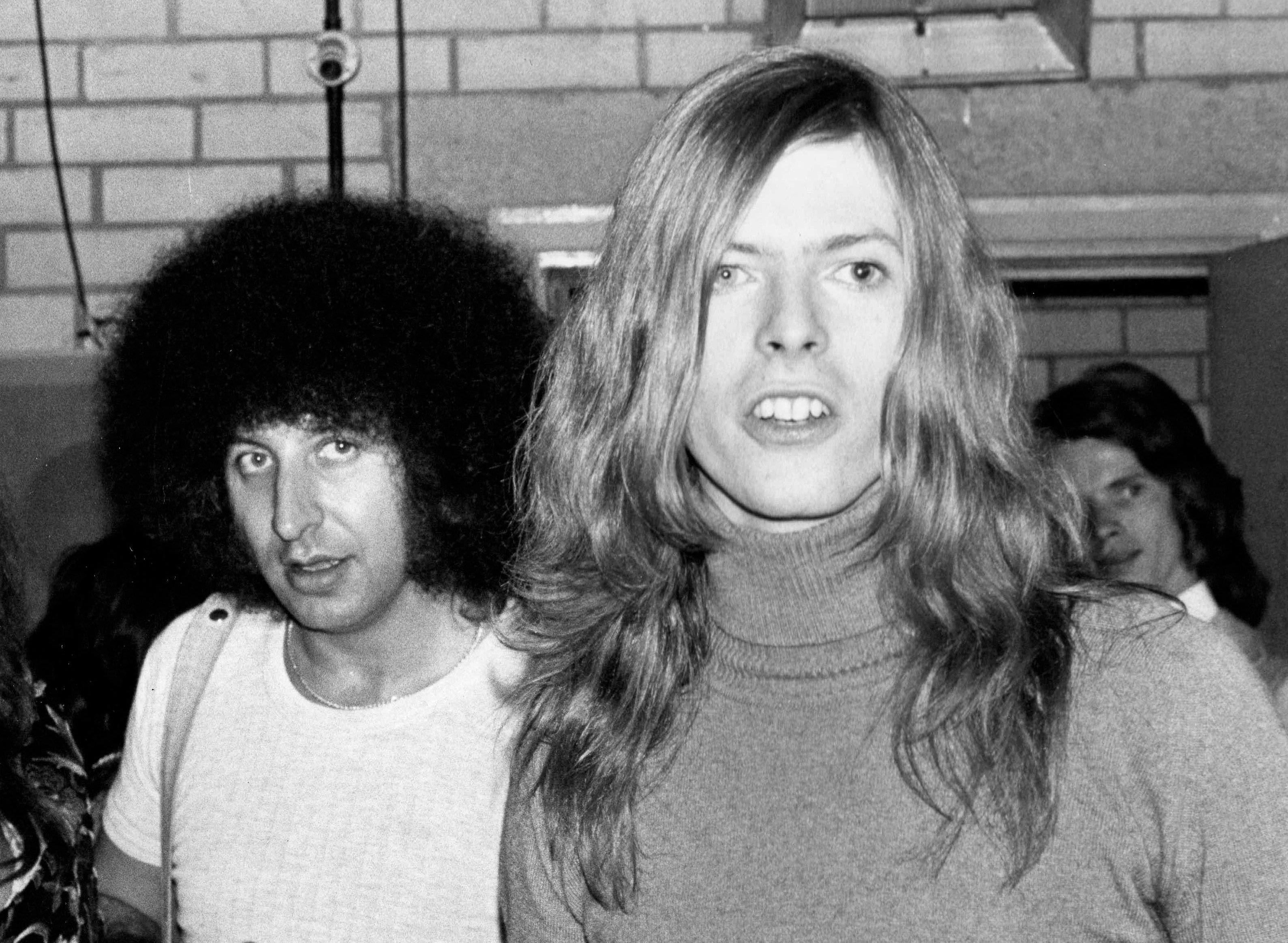
Bowie y Tony Defries en 1971.

Defries trabajó en la década de los años 1960 con artistas como Mickie Most, Allen Klein, antes de convertirse en mánager de David Bowie. Era dueño de una compañía llamada MainMan que combinaba su atención entre la escena musical y el cine. 
Defries fue el representante de Bowie durante la época en que comenzó a ser una estrella, además de ayudar a lanzar las carreras de Iggy Pop, Lou Reed, Mick Ronson, Mott the Hoople, Luther Vandross y John Mellencamp. 

## Después del retiro
DeFries es director general de Matter, Inc., una compañía energética privada fundada en 2004. Durante la última década ha patentado inventos dedicados a las redes inalámbricas y tecnología de la información.